# Léopold Michel Cadière
Pour les articles homonymes, voir Cadière.
Le père Léopold Michel Cadière, né le 14 février 1869 à Aix-en-Provence et mort le 6 juillet 1955 à Hué, est un missionnaire français des Missions étrangères de Paris, mais aussi historien, linguiste et anthropologue, qui a écrit 250 travaux de recherches sur l'histoire vietnamienne, les religions, les coutumes, et la linguistique en début du XXe siècle. Il a établi une base importante pour des études vietnamiennes au XXe siècle.

## Biographie
Fils de modestes fermiers, il est né dans la paroisse de Sainte-Anne-des-Pinchinats, près d'Aix-en-Provence, le 14 février 1869. Il fréquente l'école primaire du village, puis le collège Bourbon d'Aix, puis - après la mort de son père - le petit séminaire, le grand séminaire dirigé par les Pères de Saint-Sulpice. Il s'engage dans la Société des Missions étrangères de Paris. Il est ordonné prêtre le 24 septembre 1892.
Moins d'un mois après son ordination, il part en mission en Indochine, arrivant à Hué le 20 octobre 1892. Il est accueilli par Mgr Louis Caspar, vicaire apostolique de la Cochinchine-Septentrionale.
En janvier 1893, il est professeur au petit séminaire de An Ninh (province de Quang Tri), puis, en octobre 1894 professeur de théologie au grand séminaire de Phu Xuân.
En octobre 1895, il est nommé curé à Tam To, paroisse de la province de Quang Binh, puis curé en octobre 1896 à Cu Lac (où il rencontre l'orientaliste Louis Finot, puis huit ans curé de Bo Khê, puis curé de Tri BU'u (juin 1904).
Dès 1901, il collabore aux Bulletins de l'École française d'Extrême-Orient. Ses travaux scientifiques lui valent d'être récompensé par l'Académie des inscriptions et belles-lettres en 1903.
Il rentre en France le 4 décembre 1910. De retour en Asie, le Père Cadière est nommé aumônier de l'école Pellerin à Hué, où il fonde, en 1914, l'Association des Amis du vieux Hué et où il publie le Bulletin des amis du vieux Huê. En septembre 1918, il devient le curé de Di Loan, province de Quang tri ; il y crée un jardin expérimental. Il passe deux années en France et revient à Di Loan au début de l'année 1930. 
À la suite de leur coup de force (fin 1946 - février 1947), les Japonais l'emprisonnent cinq mois à la procure de Hué. Il est à nouveau victime de faits politiques quand le Viêt Minh prend le pouvoir : il reste en résidence surveillée à Vinh du 19 décembre 1946 au 13 juin 1953. 
Il prend sa retraite à l'évêché de Hué, fin 1953, à 84 ans. Il meurt le 6 juillet 1955 à Hué, et y est enterré dans le cimetière du Séminaire.

## Publications

### Ouvrages
- Phonétique annamite : dialecte du Haut-Annam, Paris, Leroux, 1902.
- Instructions pratiques pour les missionnaires qui font des observations religieuses, Vienne, Mechitharisten-Buchdruckerei, 1913.
- Croyances et pratiques religieuses des Viêtnamiens, 3 vol. 1944-1955-1957 ; Saïgon, École française d'Extrême-Orient, 1955-1958, réimpr. 1992
- Syntaxe de la langue viêtnamienne, École française d'Extrême-Orient, 1958.

### Études sur Léopold Cadière
- Louis Malleret, "Notice sur la vie et les travaux du R. P. Léopold Cadière, 1869-1955", in Croyances et pratiques religieuses des Viêtnamiens, vol. 3, 1957.
- Hommage au Père Cadière, Paris, Missions-étrangères , 1956.
- Laurent Dartigues, L'orientalisme français en pays d'Annam, 1862-1939 : essai sur l'idée française du Viêt Nam, Paris, Les Indes savantes , 2005.
- Laurent Dartigues, "Entre foi et désir de science : une biographie de Léopold Cadière, prêtre-savant en Annam", Bérose - Encyclopédie internationale des histoires de l'anthropologie, 2018.

## Source
- (vi) Cet article est partiellement ou en totalité issu de l’article de Wikipédia en vietnamien intitulé « Léopold Michel Cadière » (voir la liste des auteurs).